# Haunting of Winchester House
Pour plus de détails, voir Fiche technique et Distribution.
Haunting of Winchester House (en français, Hantise de la Maison Winchester) est un film d'horreur surnaturel de 2009 produit par The Asylum. L’histoire tourne autour d’une famille qui emménage en tant que nouveaux gardiens de la Maison Winchester, mais rencontre les esprits à l’intérieur. Il utilise une version romancée de la vie de Sarah Winchester.

## Synopsis
Une postière, Marlene, livre un colis à la Maison Winchester. Elle laisse le colis à la gardienne actuelle, Jessica, qui avertit la postière de partir immédiatement. Plus tard, Jessica est vue en train d’accomplir un rituel dans un cercle magique lorsqu’un vent fantomatique l’attrape et la jette par une fenêtre dans un arbre, la tuant.
Plus tard, Susan, son mari Drake et leur fille Haley acceptent le poste vacant de gardien de la Maison Winchester. Sur le chemin, ils entrent presque en collision avec une voiture venant en sens inverse. Une fois arrivés, ils découvrent que leurs clés ne fonctionnent pas pour ouvrir la porte et ils doivent quitter leur voiture. À la maison, ils trouvent des instructions pour choisir n’importe quelle pièce car l’aile du gardien est « actuellement inhabitable ». Après s’être installé, Drake fait des grillades à l’extérieur quand Harrison Dent s’approche après avoir vu leur voiture garée et se présente comme un enquêteur paranormal. Drake est sceptique à son égard et rejette son offre d’aide. 
Plus tard, Haley se retrouve piégée dans le sous-sol lorsque la porte est verrouillée de l’extérieur. Drake blâme Dent mais Susan pense que cela pourrait être des fantômes. Un vieil esprit féminin apparaît et prend Haley, alors ils appellent d’abord la police, mais la ligne est remplie d’électricité statique et ils ne sont pas capables de communiquer avec l’extérieur. Ils sont alors en proie à une série d’apparitions de « Tourmenteurs Winchester », les victimes de fusils Winchester. 
Deux policiers, Cooper & Hunter, se présentent, après avoir tracé leur appel téléphonique. L’esprit de Mme Winchester utilise son vent fantomatique et projette les deux policiers hors du porche, les empalant sur des branches cassées à proximité et les tuant sur le coup.
Susan contacte Dent qui accepte de les aider. Pendant ce temps, Drake a craché du sang et pense que c’est lié à la mort de M. Winchester, attribuée à la tuberculose, mais Dent n’est pas d’accord. Il leur explique les différents types d’esprits et croit qu’ils ont un esprit poltergeist ou « type deux » comme il le dit : un esprit qui sait qu’il est mort. Le « type un » est composé des esprits qui ne savent pas qu’ils sont morts. Dent suggère qu’ils essaient de communiquer avec l’esprit pour découvrir ce qu’il veut. Quand il le fait, ils découvrent que l’esprit veut Annie, la fille de Mme Winchester qui aurait disparu. Dent croit alors que l’esprit est Sarah Winchester. Dent tente d’appeler l’esprit d’Annie et leur dit que cela appellera aussi les esprits tourmenteurs. Alors il dessine un cercle magique pour les protéger. Mme Winchester le lance dans la cheminée avant qu’il ne puisse terminer le cercle, le tuant. Susan termine le cercle et se protège, elle et Drake, de Mme Winchester, qui disparaît.
Un esprit d’un employé sourd de Mme Winchester, James Clayhill, apparaît et les attire au grenier. Sous certaines boîtes, ils trouvent un grand coffre et James les exhorte à l’ouvrir. À l’intérieur se trouvent les restes momifiés d’Annie. Le fantôme de Mme Winchester apparaît mais passe de démoniaque à angélique. Les esprits d’Annie et James disparaissent alors qu’on entend de la musique provenant de l’intérieur d’un mur. Susan et Drake découvrent un vide sanitaire derrière un mince mur. Il mène à une pièce fermée où Haley est assise. 
Ensemble, la famille quitte la maison et descend l’allée. Ils constatent que leur voiture n’est plus à la porte, alors ils marchent sur la route. Susan remarque sur le bord de la route des marques de pneus menant jusqu’à un ravin. Elle regarde par-dessus le bord et découvre leur voiture écrasée, avec leurs corps toujours à l’intérieur. Cela lui révèle que lorsqu’ils ont manqué de peu la collision sur le chemin de Winchester House, en fait ils sont sortis de la route et sont morts lors de l’impact de leur voiture dans le ravin en contrebas. À travers de brefs flashbacks, Susan comprend que cela explique pourquoi la police ne pouvait pas les entendre au téléphone et pourquoi leurs clés du manoir ne fonctionnaient pas. Il est également révélé que Dent essayait d’aider la famille d’esprits à « passer » de l’autre côté avant qu’il ne soit lui-même tué. Ils étaient tous les trois des esprits de « type un », ne sachant pas qu’ils étaient morts. Au lieu de le dire à Drake et Haley, elle marche avec eux le long de la route du retour vers la Maison Winchester. Drake crache toujours du sang.

## Distribution
- Lira Kellerman : Susan
- Michael Holmes : Drake
- Patty Roberts (Barry Womack) : Haley
- Tomas Boykin : Harrison Dent
- David Hendrex : fantôme n°2
- Sarah Hendrex : n°3
- Kimberly Ables Jindra : Sarah Winchester
- George Michael Lampe : fantôme malveillant
- David McIntyre : l’officier Cooper
- Rya Meyers : Marlène
- Joey Ruggles : Redneck n°1
- Savannah Schoenecker : Margo Hunter
- Sari Sheehan : Jessica Lloyd
- Jennifer Smart : Annie
- Mitch Toles : fantôme aveugle
- Kimberly Trew : petite amie
- Rob Ullett : James Clayhill
- Frank Weitzel : fantôme tué par balles
- Jefferson Wilmore : fantôme de la Guerre Civile
- Gregory Paul Smith : fantôme sans visage & Redneck n°2

## Versions
Le film a été publié « Unrated and Uncut » en première DVD par The Asylum Home Entertainment. Certains détaillants vendaient une version 3D du film qui détient la distinction d’être le premier film sorti en 3D de The Asylum, bien que l’aspect 3D ait été critiqué. Le DVD contient également un « making-of » et des scènes supprimées. Il a été suivi d’une sortie Blu-ray en 2010 par Echo Bridge Home Entertainment. Le film est sorti environ 6 mois après The Haunting in Connecticut pour capitaliser sur la sortie de ce dernier, près d’une décennie avant Winchester de Lionsgate. Cependant l’histoire du film tourne autour de la Maison Winchester et de ses hantises supposées, tandis que le film The Haunting in Connecticut était basé sur une supposée maison hantée dans le Connecticut, sur laquelle Ed et Lorraine Warren ont enquêté.

## Accueil

### Réception critique
L’accueil critique du film a été négatif. Dans une critique principalement négative, publiée peu de temps après la sortie du film en 2009, Dread Central lui a attribué une note de 1,5 sur 5. Dread Central a critiqué fortement la « sortie 3D » du film, car la copie utilisée à des fins de visionnage n’incluait pas de lunettes 3D, et le détaillant ne les a pas reçues avec les envois de DVD. Dread Central poursuit en soulignant que le film est censé être basé sur une histoire vraie, mais il fictionnalise des aspects de l’histoire réelle de la famille Winchester et il a « très peu en commun avec les faits ». Dread Central soutient également que le film est « presque un guide pratique pour les clichés de maison hantée » en raison de l’intrigue très peu originale. Dread Central décrit finalement le film « non classé et non coupé » comme « regarder une production PBS étouffante d’un conte de R.L. Stine ». Le critique note également que le verso de la boîte du DVD gâche le retournement final du film.